# Franz Iossifowitsch Beljawski
Franz Iossifowitsch Beljawski (russisch Франц Иосифович Белявский, wiss. Transliteration Franc Iosifovič Beljavskij; Geburtsdatum unbekannt; gest. 22. Dezember 1859 in Moskau) oder Franz Michailowitsch Beljawski (russisch Франц Михайлович Белявский, wiss. Transliteration Franc Michajlovič Beljavskij) war ein russischer Arzt, Reisender, Erforscher Sibiriens und Schriftsteller.

## Leben
Er wurde in einer polnischen Familie geboren. Im Jahr 1824 absolvierte er die Medizinisch-Chirurgische Akademie in Sankt Petersburg. Bis 1828 arbeitete er in Tobolsk, danach zog er nach Moskau, wo er im Armenhaus von Katharina der Großen arbeitete. Als erfahrener Arzt stieg er bald zum Leiter der elektrogalvanischen Poliklinik auf. Neben seiner Haupttätigkeit reiste er gerne und besuchte in den frühen 1830er Jahren die Solowki-Region und Westsibirien. Er war der Autor mehrerer medizinischer Werke über die galvanomagnetische Therapie. Landesweite Bekanntheit erlangte Beljawski jedoch mit seinem Buch über seine Reise zum Eismeer.

## Reise zum Eismeer
Beljawskis Hauptwerk Reise zum Eismeer (russisch Поездка к Ледовитому морю / Pojesdka k Ledowitomu morju, wiss. Transliteration Poezdka k Ledovitomu morju) aus dem Jahr 1833 ist der Antiquariatsseite antikvaria.ru zufolge ein Bericht über eine medizinische Reise nach Westsibirien. Der Beschreibung enthält es Eindrücke von der Natur und den Dörfern der rauen, kalten Region, vom Leben und den Sitten der Menschen, wie der Ostjaken und Samojeden. Der grundlegende Inhalt der Publikation werde durch eine interessante Sammlung von Redewendungen in ostjakischer Sprache ergänzt. Zum Beispiel: „Der Bruder meines Vaters ist weggelaufen“, „Meine Frau isst große Fische und wird morgen kleine Fische essen“, „Ich habe einen großen Hirsch, und die kleinen Hirsche gehören meinem Bruder“. Das Buch spiegele die typischen Eigenschaften eines professionellen Arztes wider: Zuverlässigkeit bei der Wahrnehmung und Weitergabe von Informationen, Unvoreingenommenheit, Unparteilichkeit, Liebe zum Volk und zum Vaterland.